# Glostrup Shoppingcenter
Glostrup Shoppingcenter (tidligere Glostrup Centret (1972-91) og Glostrup Storcenter (1991-2010)) er et indkøbscenter med et samlet butiksareal på 20.000 m², beliggende i Glostrup vest for København.
Centret er opført i 1972 og udbygget/moderniseret i 1991, 1999 samt i 2010, hvor centret bl.a. blev udvidet med en ny facade ud mod Roskildevej.
Centret har knap 60 butikker, heriblandt Føtex, Hennes & Mauritz, Inspiration og Stadium samt 3.000 m² kontor- og boligareal.
Centret er forbundet med Glostrup Station ved en gangtunnel, som fortsætter under jernbanen. Centret ejes af Danica B Ejendomsinvest ApS og administreres af Steen og Strøm Danmark A/S.
55°39′53.47″N 12°23′56.96″Ø / 55.6648528°N 12.3991556°Ø